# Trachypteryx
Trachypteryx is een geslacht van vlinders van de familie snuitmotten (Pyralidae).

## Soorten
- T. acanthotecta Rebel, 1927
- T. albisecta Hampson, 1926
- T. eximia (Rothschild, 1921)
- T. heterogramma Hampson, 1926
- T. magella (Zeller, 1848)
- T. rhodoxantha Hampson, 1926
- T. rubripictella Hampson, 1901
- T. victoriola Balinsky, 1991